# Fragata blindada Blanco Encalada
La fragata blindada Almirante Blanco Encalada, conocida comúnmente como el Blanco, fue una nave de la armada de Chile de fines del siglo XIX. Fue construida, al igual que su gemela, la fragata blindada Lord Cochrane, en el Reino Unido en 1875. Participó activamente en la Guerra del Pacífico, siendo su acción más destacada la captura del monitor peruano Huáscar en el combate naval de Angamos. El Blanco formó parte de las fuerzas congresistas que derrotaron al presidente José Manuel Balmaceda en la Guerra Civil de 1891. Fue hundida en la bahía de Caldera durante este conflicto el 23 de abril de 1891, convirtiéndose en el primer buque de guerra en el mundo en ser hundido por un torpedo autopropulsado.

## Antecedentes
Tras la guerra hispano-americana (1865-1866), y debido a las tensas relaciones con Argentina y Bolivia, en 1871 el presidente Federico Errázuriz Zañartu envió al Congreso un proyecto de ley para autorizar al ejecutivo a adquirir dos buques blindados. El proyecto, aprobado el 4 de marzo de 1872 solo con un voto de rechazo —el del anterior presidente, José Joaquín Pérez Mascayano—, autorizó contratar un empréstito de 2 200 000 pesos para construir dos fragatas.

## Construcción y puesta en servicio
Se encargó a Alberto Blest Gana, ministro en Inglaterra, la gestión del proyecto. Blest Gana contrató al diseñador de buques Edward James Reed, ex arquitecto naval del almirantazgo británico, como asesor técnico. Se encargó al astillero Earle's Shipbuilding Co, en Hull, Yorkshire, Reino Unido, llevar a cabo la construcción.
Las fragatas se llamarían Cochrane y Valparaíso. La construcción de esta última nave comenzó en abril de 1872 y fue lanzada al agua en 1875. Inicialmente, se llamó Valparaíso, nombre con el que arribó al puerto del mismo nombre el 24 de enero de 1876. Tomó el nombre de Blanco Encalada por decreto del Ministerio de Guerra y Marina del 15 de septiembre de 1876, a consecuencia de la muerte del almirante y primer presidente de la República de Chile Manuel Blanco Encalada.
En enero de 1878, el presidente Aníbal Pinto encargó al ministro en Europa Alberto Blest Gana poner en venta los blindados tan pronto se solucionara el diferendo con Argentina para así paliar la crisis económica que imperaba en Chile desde hacía algunos años. Por encargo de Blest Gana, el diseñador de buques E. J. Reed ofreció el Cochrane a Inglaterra en 220 000 libras esterlinas, pero ese país no se mostró interesado; luego se intentó buscar la venta de los dos blindados a Rusia. Sin embargo se obtuvo el mismo resultado.

## Características generales

### Dimensiones principales

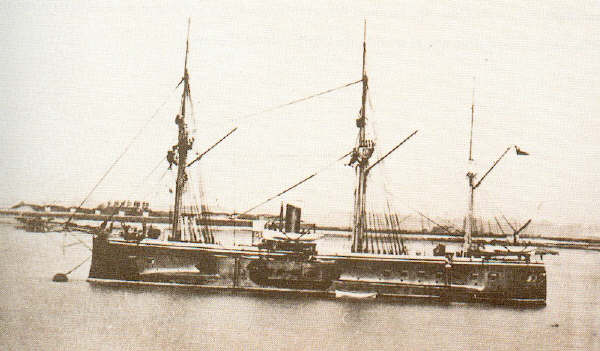
Fragata blindada Blanco Encalada.

Las dimensiones principales del Blanco eran: 64,0 m de eslora (largo), 14,0 m de manga (ancho) y 6,0 m de calado (profundidad). La carena tenía un desplazamiento máximo, esto es incluyendo combustible, agua dulce, armamento, municiones, víveres y tripulación, de 3650 t. El casco, construido en hierro remachado, estaba dividido longitudinalmente en ocho compartimientos estancos (contando los piques de proa y popa), por siete mamparos del mismo material. La proa del Blanco contaba, como era costumbre en los diseños de fines del siglo XIX, con un afilado espolón ubicado 2,0 m (6 ft 9 in) bajo la línea de flotación y que se proyecta 2,2 m (7 ft 6 in) por delante de la perpendicular de proa. La forma de la popa era de crucero.

### Sistema de propulsión
El sistema de propulsión del Blanco Encalada era mixto,  máquina a vapor y vela (aparejo de Bergantín). La planta motriz, provista por la compañía John Penn e hijos, estaba compuesta por dos máquinas de vapor del tipo compound, seis calderas y dos hélices. Las máquinas tenían dos cilindros horizontales, uno de alta y otro de baja presión. El cilindro de alta presión tenía un diámetro de 1,16 m (46 in) mientras que el de baja presión tenía un diámetro de 1,93 m (76 in). La carrera de ambos cilindros era de 762 mm (2 ft 6 in).
Las máquinas eran capaces de generar una potencia total máxima de 1,23 MW (2.920 HP) a 90 revoluciones por minuto. Estas máquinas hacían girar dos hélices de cuatro palas de 4,8 m (15 ft 9 in) de diámetro y 4,72 m (15 ft 6 in) de paso. El vapor para las máquinas era suministrado por seis calderas cilíndricas tubulares con una presión máxima de trabajo de 413,6 kPa (60 psi). La superficie total de calefacción era de 836,12 m² (9000 ft²).
Este sistema propulsor le permitió registrar al Blanco Encalada, durante la prueba de la milla medida, una velocidad máxima de 12,8 kn. Sin embargo, la velocidad máxima operativa, con los fondos limpios, era de 12 kn. A esta velocidad el consumo de combustible era de 45 t de carbón por día, mientras que a 10 kn el consumo era de 35 t de carbón por día.

### Blindaje

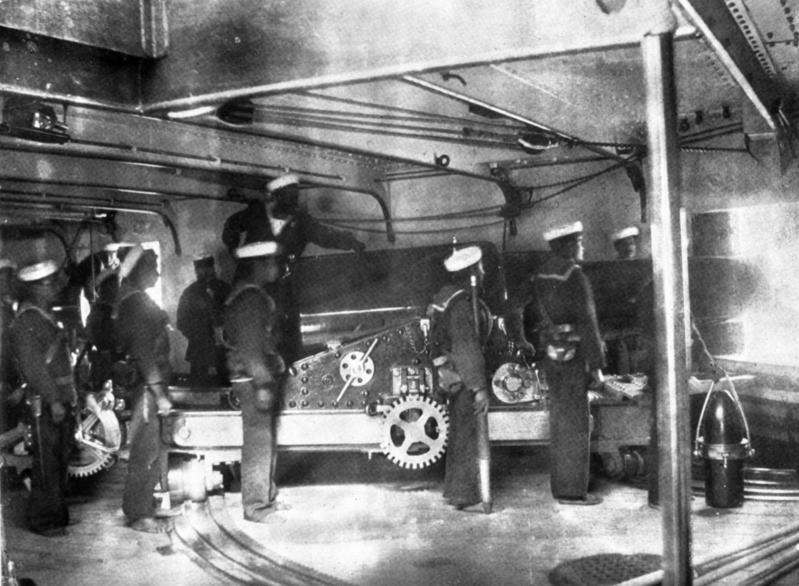
Batería central del Blanco.

El buque estaba protegido en la línea de flotación por un cinturón blindado el cual se extendía todo alrededor desde 1,2 m (4 ft) bajo el plano de flotación de desplazamiento máximo hasta la cubierta de la batería. El espesor máximo era de 230 mm (9 in) en el plano de flotación, al centro del buque, y de 115 mm (4,5 in) en proa y popa. Entre la estructura del casco y el blindaje poseía un forro de separación de madera de teca de 254 mm (10 in) de espesor para reducir el impacto de los proyectiles.
La cubierta de la batería, la cual era rasante con el cinturón blindado, estaba protegida con una coraza de 76 mm (3 in) en zona central reduciéndose a 50 mm (2 in) a proa y popa.
La batería, que tenía una altura de entrepuente de 2,25 m, estaba protegida en las bandas y en la parte frontal por dos hiladas de planchas, la inferior de 203 mm (8 in) y la superior de 152 mm (6 in) de espesor. La parte posterior de la batería estaba protegida por blindaje uniforme de 115 mm (4,5 in) de espesor. Al igual que el blindaje del casco, estaba empernado a una estructura metálica con un forro interior de madera de teca de 304-355 mm (12-14 in) de espesor.

### Armamento

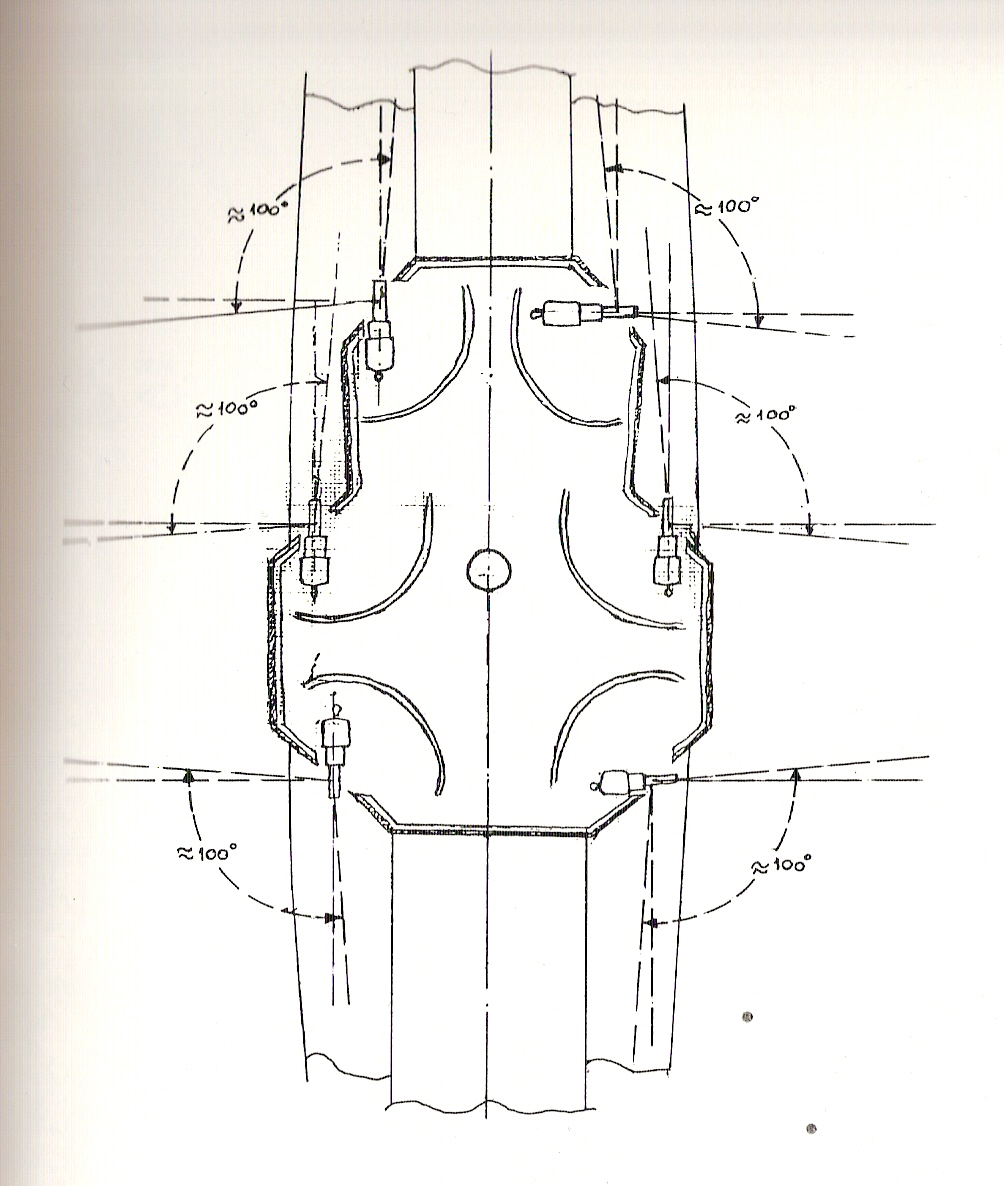
Vista en planta del reducto central y de sus ángulos de tiro.

El armamento principal, que estaba montado en reducto central, consistía en 6 cañones Armstrong de avancarga de 228 mm (9 in) distribuidos de tres por banda montadas sobre cureña Scott de pivote central, permitiendo al cañón de proa disparar de frente a la manga. La pieza central disparaba con un ángulo de 70° a proa y 35º a popa y la tercera desde la manga hasta la popa (ver imagen).
El armamento lo completaba con un cañón de 20 libras, uno de 9 y uno de 7, y una ametralladora Nordenfeldt instalada en la cofa del trinquete, de una pulgada de calibre (2,54 cm), y disparaba un proyectil de una libra de peso (454 gramos).
En julio de 1880, durante el bloqueo del Callao, se le instaló un cañón Armstrong de 70 libras en el castillo de proa. Este cañón había pertenencido al vapor Loa.

## Operaciones bélicas

### Guerra del Pacífico (1879-1883)

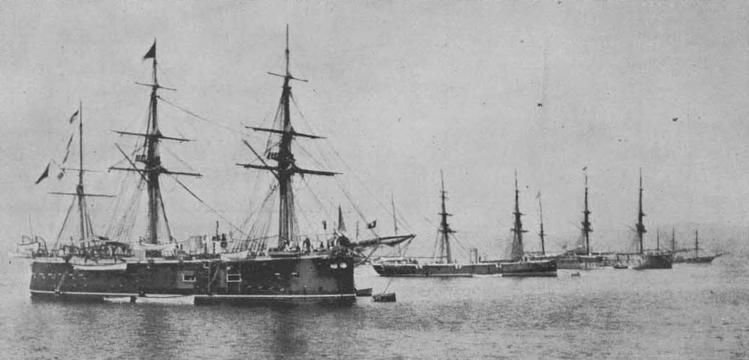
La fragata Blanco Encalada, buque insignia de la Escuadra de la Armada de Chile en 1879.

La fragata blindada Blanco Encalada participó activamente en la Guerra del Pacífico, siendo el buque insignia de la Armada de Chile.
Sus primeras acciones, al mando del almirante Juan Williams Rebolledo, consistieron en tomar parte en el bloqueo del puerto de Iquique y en la fallida expedición al puerto del Callao.
Posteriormente, el Blanco,  intentó infructuosamente dar caza al monitor Huáscar. La incapacidad de Williams en poner fin a lo que hoy se conoce como las «correrías del Huáscar» motivó finalmente su renuncia a la comandancia de la escuadra chilena. El fracaso en entablar un combate decisivo contra el monitor se debió principalmente al mal estado de la máquinas y calderas del Blanco y a la pericia del comandante del buque peruano.
El mando del Blanco recayó en el nuevo comandante en jefe de la escuadra capitán de navío Galvarino Riveros Cárdenas, quien ordenó reagrupar y dar mantención a los blindados de la escuadra chilena. Para tal efecto el Blanco fue fondeado en Mejillones donde se procedió a reparar sus máquinas utilizando los talleres de la compañía de Salitres de Antofagasta y a limpiar su casco utilizando buzos traídos desde Valparaíso. El éxito de los trabajos, que finalizaron a fines de septiembre, fue sin embargo limitado. El Blanco solo pudo alcanzar, en el viaje de pruebas, un andar de 9 kn. Tras las reparaciones el Blanco tuvo una importante participación en el combate Naval de Angamos donde la escuadra chilena finalmente capturó al monitor Huáscar el 8 de octubre de 1879. La última acción importante del Blanco fue la captura, en las cercanías de Mollendo, de la cañonera peruana Pilcomayo, el 18 de noviembre de 1879.

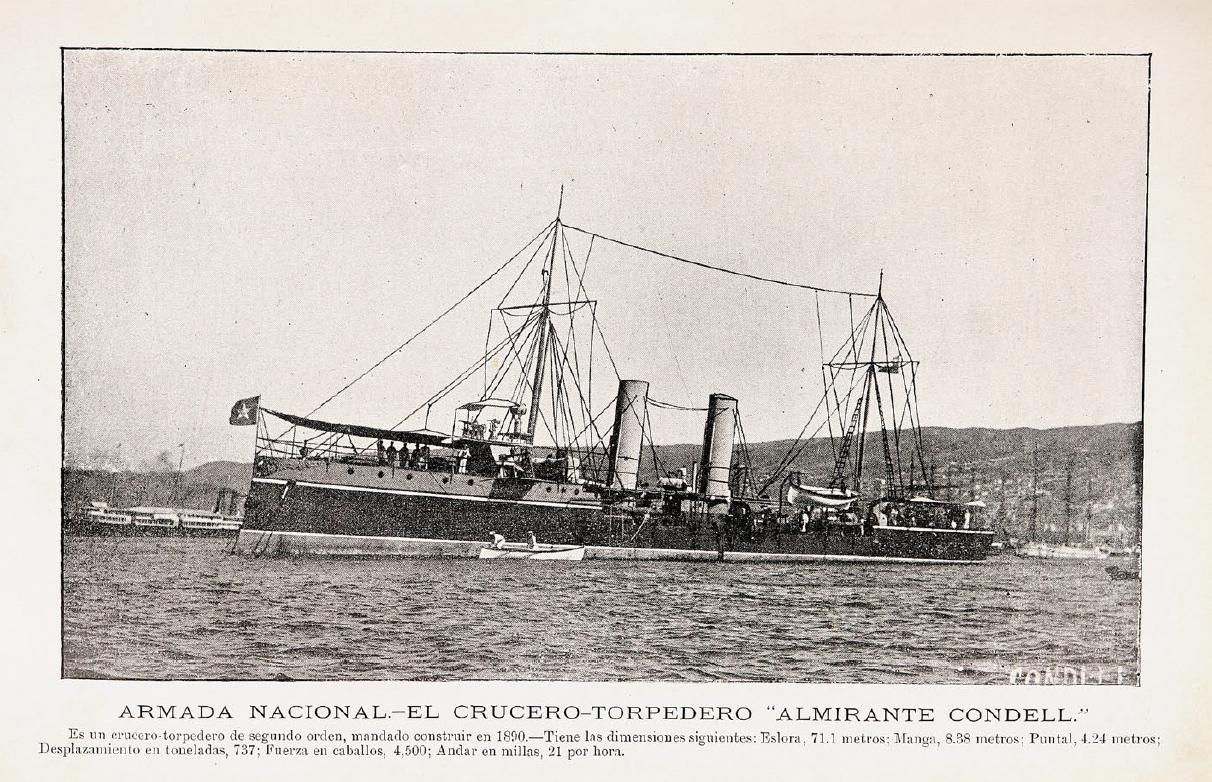
Torpedera Almirante Condell.

### Guerra Civil de 1891

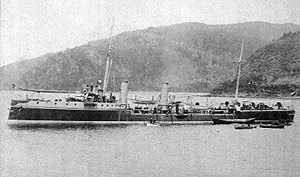
Torpedera Almirante Lynch.

Durante la Guerra Civil de 1891 que se vivió en Chile, el Blanco Encalada formó parte de las fuerzas congresistas que derrotaron al presidente José Manuel Balmaceda.
El 16 de enero, estando el blindado Blanco acoderado a las boyas de la Armada en Valparaíso, fue bombardeado por los fuertes de la ciudad, los cuales estaban bajo el control de las fuerzas presidenciales.
Posteriormente, el Blanco prestó apoyo a las fuerzas congresistas en los combates de San Francisco de Huara (15 al 17 de febrero) y de la Aduana de Iquique (19 de febrero).
El 23 de abril el Blanco  fue torpedeado en el puerto de Caldera por las torpederas Almirante Lynch y Almirante Condell de las fuerzas navales presidencialistas. De madrugada las dos embarcaciones dispararon un total de seis torpedos del tipo Whitehead a la fragata. Uno acertó en el centro del casco y causó su hundimiento en minutos. El ataque dejó como saldo 11 oficiales y 171 tripulantes y civiles muertos, entre ellos el Secretario de la Junta de Gobierno, Enrique Valdés Vergara, aparte de la pérdida de armamento, municiones y vituallas para las tropas congresistas que se encontraban en tierra.
De acuerdo a testigos en tierra, Ramón Barros Luco, miembro de la Junta de Gobierno, se salvó del naufragio asido de la cola de una vaca, parte del ganado se acostumbraba a llevar a bordo, porque no sabía nadar. Barros Luco siempre desmintió esta anécdota, que le irritaba en grado sumo. Este combate marcó también un hito importante en el desarrollo de los torpedos autopropulsados, pues fue la primera ocasión en que un torpedo de este tipo hundía un buque blindado.

## Restos del Blanco y su tripulación
Los restos del pecio de la fragata blindada Blanco Encalada se encuentran a 18 m de profundidad en medio de la bahía de Caldera. En 1957 los restos fueron dinamitados para facilitar la construcción de un puerto mecanizado.
En el cementerio laico de Caldera, el primero de su clase en Chile, se encuentra un monumento y las tumbas de los marinos que perecieron a bordo del Blanco Encalada.

## Algunos comandantes del Blanco

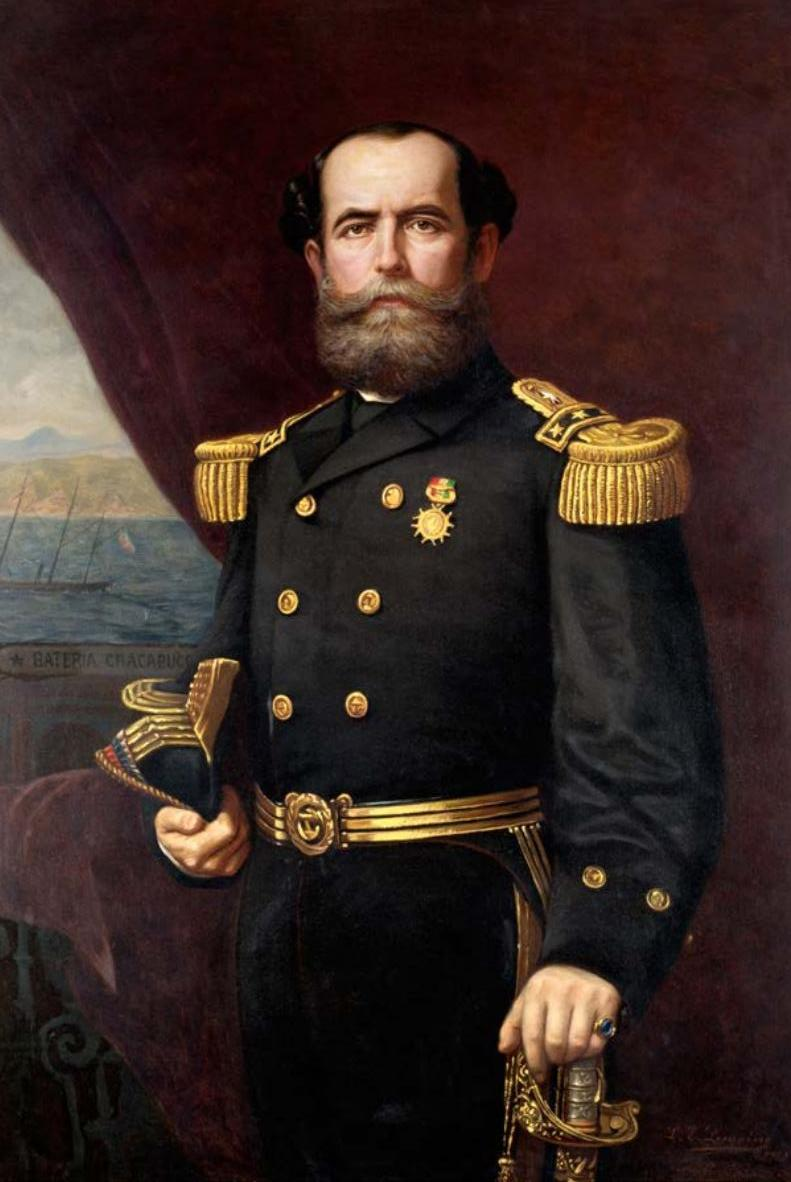
Juan Williams Rebolledo
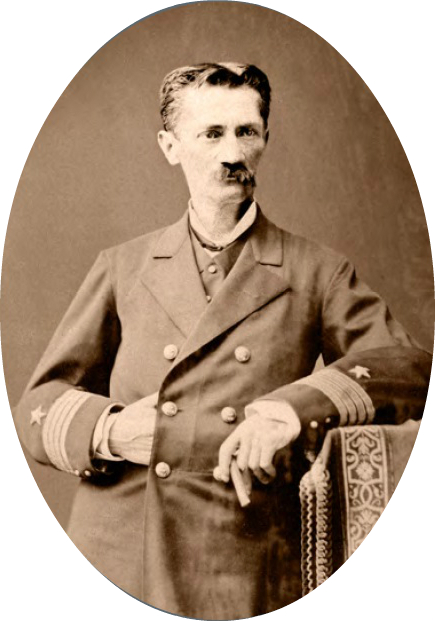
Galvarino Riveros Cárdenas
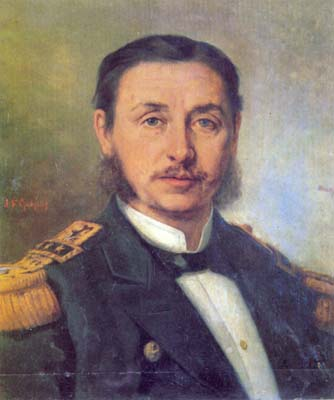
Carlos Condell de la Haza
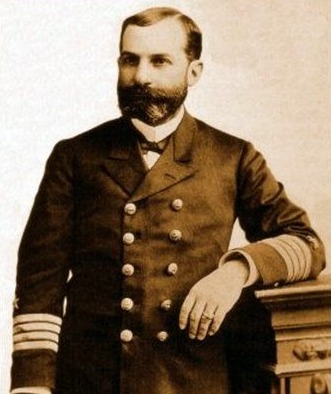
Jorge Montt Álvarez